# Варданян, Левон Гумединович
Левон Гумединович Варданян (арм. Լևոն Գումեդինի Վարդանյան; 12 декабря 1958, Ереван — 5 января 2015, Москва) — советский и российский профессиональный музыкант, композитор, вокалист, гитарист-виртуоз и мастер спорта армянского происхождения. Известен своими сольными работами,а также композиторской и продюсерской работой.

## Биография

### Детство и юность
Левон Варданян Родился в Ереване в 1958 году. Когда маленькому Левону было 4 года, его семья переехала в подмосковные Мытищи, где впоследствии он провел большую часть жизни. Отец был преподавателем одного из московских вузов[какого?], пытаясь оградить сына от уличного воздействия, он настоял на обучении в музыкальной школе. Так Левон начал осваивать рояль, под пристальным надзором отца. Затем Левон сменил рояль на гитару; он часами музицировал, играл на школьных вечерах, танцах. В это же время Левон начинает писать свои песни. Именно тогда на свет появляется песня, которая впоследствии станет хитом — песня «Бродячие артисты».  А потом была постоянная работа на танцах и уже студенческих вечерах.

### Студенчество
В 1976 году Левон стал студентом МИСИ им. Куйбышева, где проучился до 1982 года, получив профессию инженера-строителя. Все эти годы он играл в самодеятельных коллективах. В тот же год он поступил на эстрадное отделение Музыкального училища им. Гнесиных по классу гитары, а в свободное от занятий играл в ВИА «Музыка» и в ансамбле Саратовской филармонии ВИА «Шестеро молодых», ВИА «Мари». В 1984 году в гастрольном туре он работал с ВИА «Здравствуй песня» под руководством Игоря Матвиенко. В программе «Шире круг» по центральному телевидению показали видеоклип на песню с альбома «Гвоздь программы» — «Воздушный шар». Это не единственная песня, которая уже тогда попала на Первый канал. Активно транслировался клип на песню «Уеду в деревню» и «Прогноз погоды». Левона пригласили работать в группу ВИА «Весёлые ребята». За отсутствием времени и постоянными гастролями, Левон вместо прослушивания отправляет П.Слободкину кассету с записью песни «Бродячие артисты». Далее следует предложение от Слободкина ехать совместно с «Весёлыми ребятами» на гастроли в Финляндию, но Левон отказывается работать в коллективе (по ряду причин[каких?]). В 1987 году, репертуар кардинально меняется и Левон начал работать в стиле, в котором работал в ранней юности — рок.
Варданян также снял первый в СССР клип ужасов на песню «Домовой» с альбома «Евразия» (гитарная инструментальная композиция «Евразия» была дипломной работой в Гнесинке), который с подачи Влада Листьева был транслирован на весь Советский Союз в телепрограмме «Взгляд». Л. Варданян собрал группу «Парад» и некоторое время гастролировал по стране. Вышел его магнитоальбом «Собачья жизнь», который впоследствии был переиздан на разных альбомах. Единственный экземпляр был потерян на телевидении.

### Травма
Левон занимался каратэ. В 1989 году, на тренировке Левону повредили локтевой сустав и нерв, через несколько дней его парализовало. Большую сцену пришлось оставить. Более четырёх лет он провёл прикованным к кровати; долгие годы Левон боролся с недугом и победил его.

### Жизнь в стиле хэви-метал
В 1997 году записывается альбом «Ужаленный», но качество сведения не удовлетворяет требования Левона и альбому не предаётся широкая огласка. В записи альбома кроме Левона принимали участие: Павел Чиняков (экс. «Черный кофе», «Ария», «Маврин») — ударные, Дмитрий Ремешевский (экс. «Коррозия Металла», «Металлаккорд») — гитара, Александр Фирсов — бас-гитара. Кассета попадает лишь в фонотеки музыкантов и любителей тяжёлой музыки. Левон продолжает писать музыку и песни, причём не только себе… В 1999 году продюсер Александр Толмацкий, приглашает Варданяна в качестве музыкального продюсера для работы со Славой Медяником, для которого Левон пишет большую часть материала для альбома «Аллилуйя», делает аранжировки, бэк-вокал. Музыкального материала скапливается уже не на один альбом, и вновь Левон собирает музыкантов для записи нового альбома «Ч. Е.Р. В.И.», который окончательно был сведён в 2009 году. Альбом получается достаточно тяжёлым и в то же время мультиплановым. Звучание меняется от «хэви» до «блюз-рока» и «баллад». На две песни с альбома «Продавец счастья» и «Блондинка» были сняты клипы.

### Последние годы
В последние годы жизни записывал очередной альбом, который не успел выпустить. Левон Гумединович Варданян скончался 5 января 2015 года. Похоронен 9 января в Московской области на Ховринском кладбище.

## Дискография
- 1985 — «Восемь дней недели»
- 1986 — «Гвоздь программы»
- 1986 — «Нет причин»
- 1988 — «Евразия»
- 1989 — «Собачья жизнь»
- 1997 — «Ужаленный»
- 2009 — «Ч. Е. Р. В. И.»

## Интересные факты
- В 1985 году на Международном конкурсе эстрадной песни «Братиславская Лира» песня Левона Варданяна «Бродячие артисты» в исполнении ВИА «Весёлые ребята» получила Гран-при Чешской фирмы «Супрафон».
- Левон Варданян в совершенстве владел холодным оружием, имел «чёрный пояс» по каратэ.
- У Левона есть серия песен для детей, которую он не смог записать[источник не указан 1022 дня].
- В скандально известном видео на песню «Домовой (недоступная ссылка)» в роли маленькой девочки со свечой дебютировала старшая дочь Левона — Сюзанна, она же спела партию маленькой девочки в песне «Черепаха» («Страхомания»), с альбома «Нет причин».
- Клип-гротеск «Блондинка» с альбома «Ч. Е. Р. В. И.» считается[кем?] самым коротким за всю историю музыки, и длится всего 23 секунды[источник не указан 1022 дня].
- Левон предпочитал играть на гитарах марки Ibanez серии RG, из-за 24 ладовой компоновки грифа, на таких же гитарах играют Стив Вай и Джо Сатриани.

## Работа для других исполнителей и коллективов
- «Весёлые ребята»
- «ВР-13»
- «Дюна»
- «Лицей» «Рыжий пёс»
- «Мираж»
- «ЕСЛИ»
- «Ариэль»
- Галина Романова (экс. солистка гр. Олега Газманова «Эскадрон»)
- Слава Медяник
- и другие исполнители

## Личная жизнь
Дети: Варданян Сюзанна Левоновна, Варданян Даяна Левоновна.